# Dragana Kršenković Brković
Dragana Kršenković Brković czarnog. Драгана Кршенковић Брковић (ur. 1956) – czarnogórska pisarka i scenarzystka.

## Życiorys
W 1980 ukończyła studia z zakresu nauk politycznych, a w 1984 na Wydziale Sztuk Dramatycznych Uniwersytetu Belgradzkiego. W 1992 przeniosła się z Belgradu do Podgoricy, gdzie założyła wraz z mężem, Tomislavem Brkoviciem teatr lalkowy dla dzieci Błękitna Laguna.
W latach 2005–2006 była stypendystką Hubert Humphrey Fellow i przez rok kształciła się w Waszyngtonie. Teksty jej autorstwa znajdują się w podręcznikach w Czarnogórze i Macedonii. W 2011 jej książka Duh Manitog jezera została wybrana do nagrody Białego Kruka, przyznawaną przez Internationale Jugendbibliothek w Monachium.

## Twórczość

### Powieść
- Atelanska igra (Farsa Atellana)
- Izgubljeni pečat (Zagubiona pieczęć)

### Opowiadania
- Vatra u Aleksandriji (Ogień w Aleksandrii)
- Iza nevidljivog zida (Zza niewidocznej ściany)
- Gospodarska palata (Pański pałac)

### Książki dla dzieci
- Modra planina (Błękitna góra)
- Muzičar s cilindrom i cvetom na reveru (Muzyk z cylindrem i kwiatem)
- Tajna jedne Tajne (Tajemnica sekretu)
- Duh Manitog jezera (Duch jeziora Manito)
- Tajna plavog kristala (Tajemnica niebieskiego kryształu)

### Inne
- Feministička revizija mitologije: Razbijanje patrijarhalnih obrazaca identifikacije žene u klasičnim bajkama
- Zaboravljeno putovanje – tragovi utisnuti u bajkama (Zapomniana podróż – ślady utrwalone w bajkach)